# Hardee County
Hardee County is een county in de Amerikaanse staat Florida.
De county heeft een landoppervlakte van 1.651 km² en telt 26.938 inwoners (volkstelling 2000). De hoofdplaats is Wauchula.

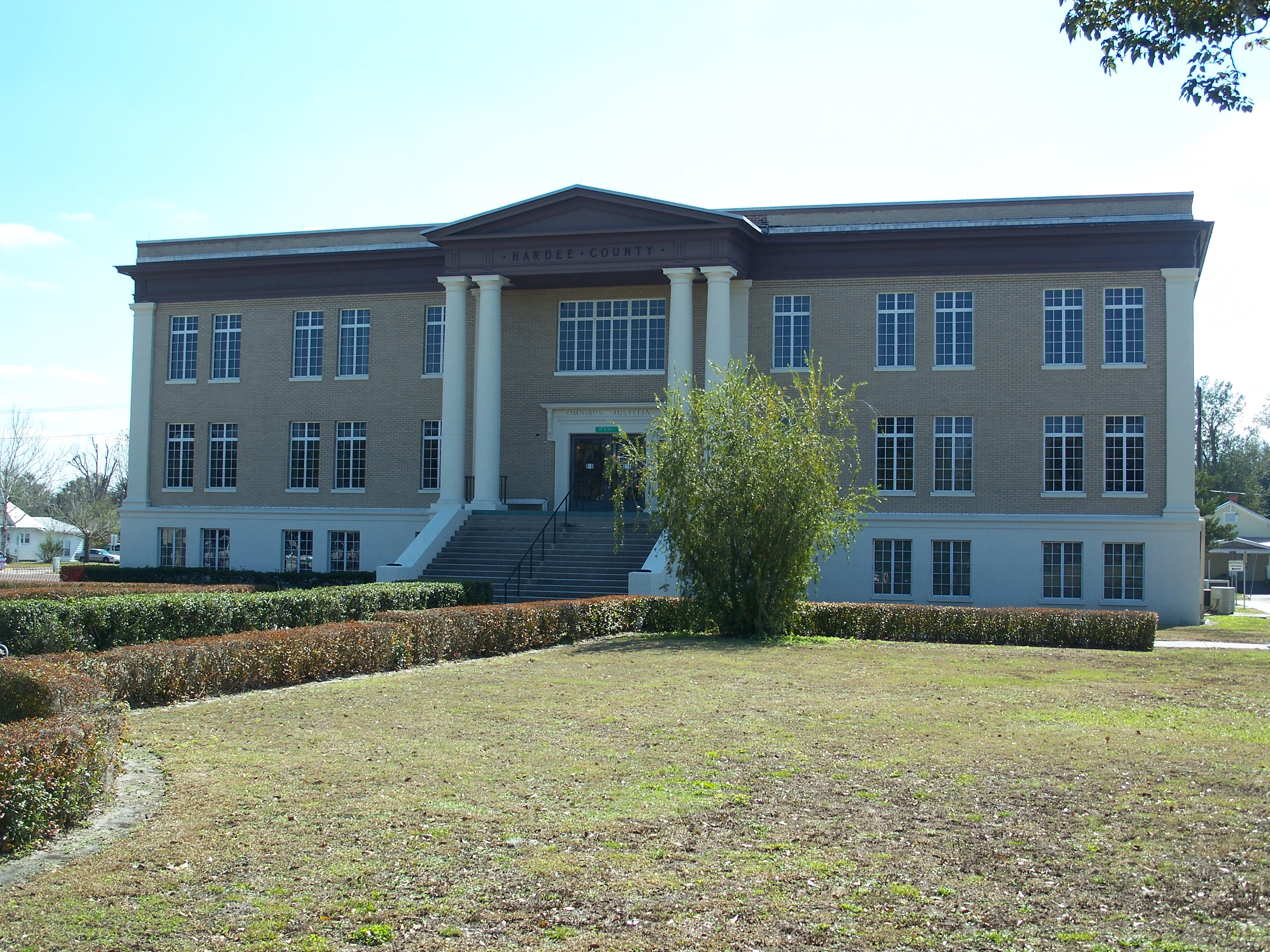
Hardee County Courthouse